# Amfibolit

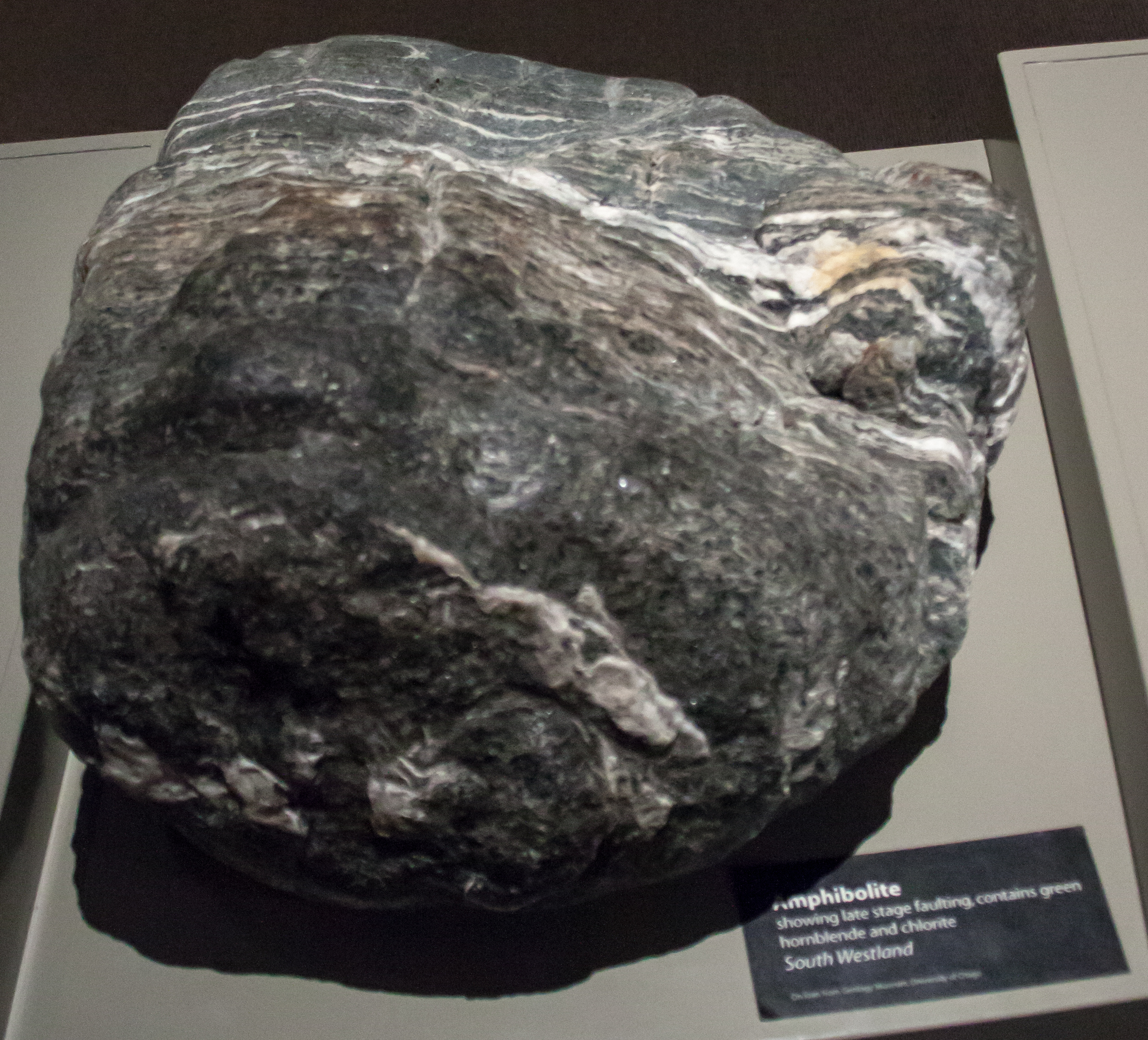
Késői törésnyomokat mutató új-zélandi amfibolit, zöld hornblende és klorit tartalommal

Az amfibolit bázisos összetételű, közepesfokú mezometamorfózis (T=550-750 °C, p=5-10kbar) során képződött, átalakult kőzet. Lényeges elegyrészei: a hornblende (>40%) és a plagioklász (anortit-tartalom általában >20%), ez a két ásvány együttesen több, mint 75%-ot tesz ki az ásványos összetételben. További gyakran előforduló ásványai: epidot csoport, gránát, kvarc, klinopiroxén, biotit, titanit. Ortopiroxént nem tartalmaz. Az amfibolit mind irányított szövetű, mind szirt változatban előfordulhat. Az amfibolit fácies névadó kőzettípusa.